# سامانه پدافند هوایی همراه

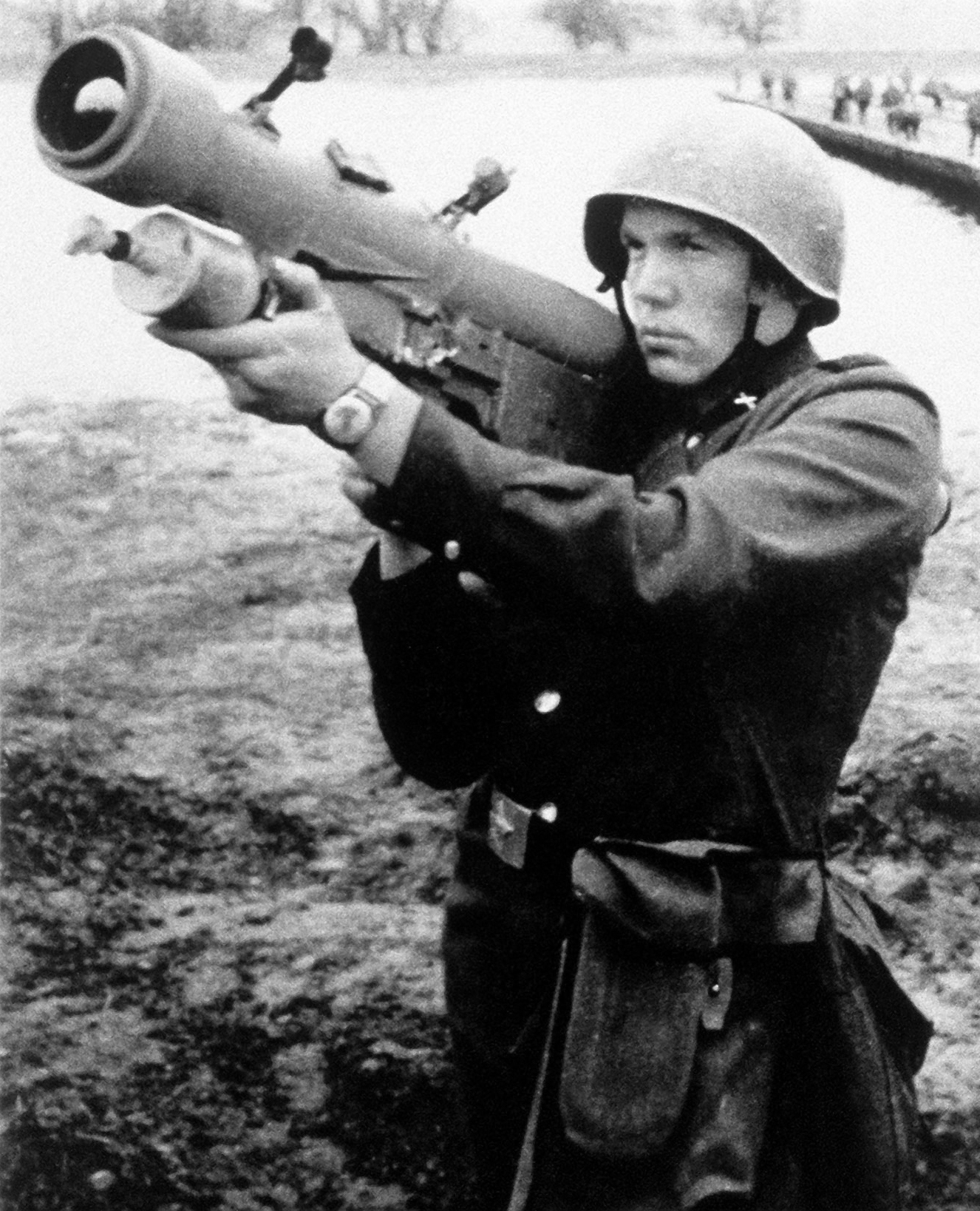
یک سرباز اتحاد جماهیر شوروی سوسیالیستی سابق، در حال استفاده از سلاح SA-7 شوروی.

سامانۀ پدافند هوایی همراه‌ یا به اختصار «ساپۀ همراه» (به انگلیسی: Man portable air defense system)، یا به اختصار MANPADS یا MPADS — مجموعه‌ای از سلاح‌های دوش‌پرتاب زمین‌به‌هوای هدایت‌شونده که تهدیدی جدی برای هواپیماهای ارتفاع‌پایین، به‌ویژه بالگَردها، محسوب می‌شود.
سامانۀ پدافند هوایی همراه‌ موشک‌های زمین به هوای قابل حمل هستند. آن‌ها سلاح‌های هدایت شونده‌ای هستند که تهدیدی برای هواپیماهای با ارتفاع پرواز پایین به ویژه بالگردها هستند.